# Belfonds
Belfonds és un municipi francès situat al departament de l'Orne i a la regió de Normandia. L'any 2007 tenia 178 habitants.

## Demografia

### Població
El 2007 la població de fet de Belfonds era de 178 persones. Hi havia 69 famílies de les quals 20 eren unipersonals (4 homes vivint sols i 16 dones vivint soles), 29 parelles sense fills, 12 parelles amb fills i 8 famílies monoparentals amb fills.
La població ha evolucionat segons el següent gràfic:
Habitants censats

### Habitatges
El 2007 hi havia 106 habitatges, 80 eren l'habitatge principal de la família, 21 eren segones residències i 5 estaven desocupats. Tots els 106 habitatges eren cases. Dels 80 habitatges principals, 67 estaven ocupats pels seus propietaris, 9 estaven llogats i ocupats pels llogaters i 4 estaven cedits a títol gratuït; 11 tenien tres cambres, 14 en tenien quatre i 55 en tenien cinc o més. 78 habitatges disposaven pel capbaix d'una plaça de pàrquing. A 38 habitatges hi havia un automòbil i a 36 n'hi havia dos o més.

### Piràmide de població
La piràmide de població per edats i sexe el 2009 era:
| Homes | Edats   | Dones |
| ----- | ------- | ----- |
| 0     | 95 o +  | 0     |
| 0     | 90 a 94 | 0     |
| 4     | 85 a 89 | 0     |
| 0     | 80 a 84 | 8     |
| 4     | 75 a 79 | 4     |
| 8     | 70 a 74 | 12    |
| 4     | 65 a 69 | 4     |
| 4     | 60 a 64 | 4     |
| 8     | 55 a 59 | 8     |
| 12    | 50 a 54 | 16    |
| 8     | 45 a 49 | 4     |
| 4     | 40 a 44 | 4     |
| 8     | 35 a 39 | 4     |
| 8     | 30 a 34 | 8     |
| 8     | 25 a 29 | 4     |
| 12    | 20 a 24 | 0     |
| 4     | 15 a 19 | 4     |
| 8     | 10 a 14 | 12    |
| 16    | 5 a 9   | 16    |
| 0     | 0 a 4   | 8     |

## Economia
El 2007 la població en edat de treballar era de 111 persones, 73 eren actives i 38 eren inactives. De les 73 persones actives 72 estaven ocupades (41 homes i 31 dones) i 1 aturada (1 dona i 1 dona). De les 38 persones inactives 19 estaven jubilades, 4 estaven estudiant i 15 estaven classificades com a «altres inactius».

### Ingressos
El 2009 a Belfonds hi havia 76 unitats fiscals que integraven 184 persones, la mediana anual d'ingressos fiscals per persona era de 15.108 €.

### Activitats econòmiques
Dels 5 establiments que hi havia el 2007, 1 era d'una empresa alimentària, 1 d'una empresa de serveis, 2 d'entitats de l'administració pública i 1 d'una empresa classificada com a «altres activitats de serveis».
L'any 2000 a Belfonds hi havia 16 explotacions agrícoles que ocupaven un total de 1.496 hectàrees.

## Poblacions més properes
El següent diagrama mostra les poblacions més properes.